# Gommersdorf
Gommersdorf település Franciaországban, Haut-Rhin megyében. Lakosainak száma 394 fő (2022. január 1.). Gommersdorf Wolfersdorf, Buethwiller, Hagenbach, Ballersdorf és Dannemarie községekkel határos.

## Népesség
A település népességének változása:
| Lakosok száma | 351  | 350  | 363  | 361  | 366  | 374  | 382  | 383  | 394  |
|               | 2013 | 2015 | 2016 | 2017 | 2018 | 2019 | 2020 | 2021 | 2022 |